# Mari0
Mari0 è un videogioco platform/puzzle open source che unisce elementi dei videogiochi Super Mario Bros. e Portal.
È stato pubblicato il 3 marzo 2012 per Windows, macOS e Linux.

## Modalità di gioco
La meccanica alla base di Mari0 è la stessa di Super Mario Bros.: Mario può correre e saltare attraverso i numerosi livelli. La principale differenza è che l'idraulico è sempre equipaggiato con la Portal Gun, con la quale può aprire due portali e sfruttarli per liberarsi dei nemici o per superare alcune zone della pista.
Il gioco è diviso in tre modalità: la prima contiene tutti i mondi di Super Mario Bros., identici a come appaiono nel titolo NES; la seconda è costituita da una serie di camere di test ispirate a quelle viste in Portal; la terza è un editor di livelli. Dato che la prima modalità è identica a Super Mario Bros., la Portal Gun non è indispensabile per completarla; nella seconda invece è obbligatoria, dovendo sempre usarla per poter risolvere i puzzle che le camere di test costituiscono.
Il gioco supporta il multiplayer (solo in coop locale) fino a quattro giocatori, ed è anche possibile giocare online.
È anche possibile personalizzare la skin del proprio personaggio.

## Sviluppo
Il gioco è stato ideato e sviluppato da Maurice Guégan, già autore di videogiochi-parodia come Not Tetris. Anche se fu originariamente concepito come un clone di Super Mario Bros. con il multiplayer di New Super Mario Bros. Wii, Guégan ebbe l'idea finale guardando un video intitolato Mario With A Portal Gun sul sito Dorkly. Il gioco è stato sviluppato con il motore grafico LÖVE a partire dal gennaio 2011, per venire infine pubblicato il 3 marzo 2012. Poco dopo è stato distribuito anche il codice sorgente.

## Accoglienza
Mari0 ha ricevuto una grande attenzione da siti come YouTube e Reddit, oltre che da vari siti dedicati al mondo videoludico. Rock, Paper, Shotgun ha dichiarato «se non ti lascia senza fiato e col desiderio di inviarlo al resto di Internet, allora semplicemente non ti capisco».